# EPA traktor

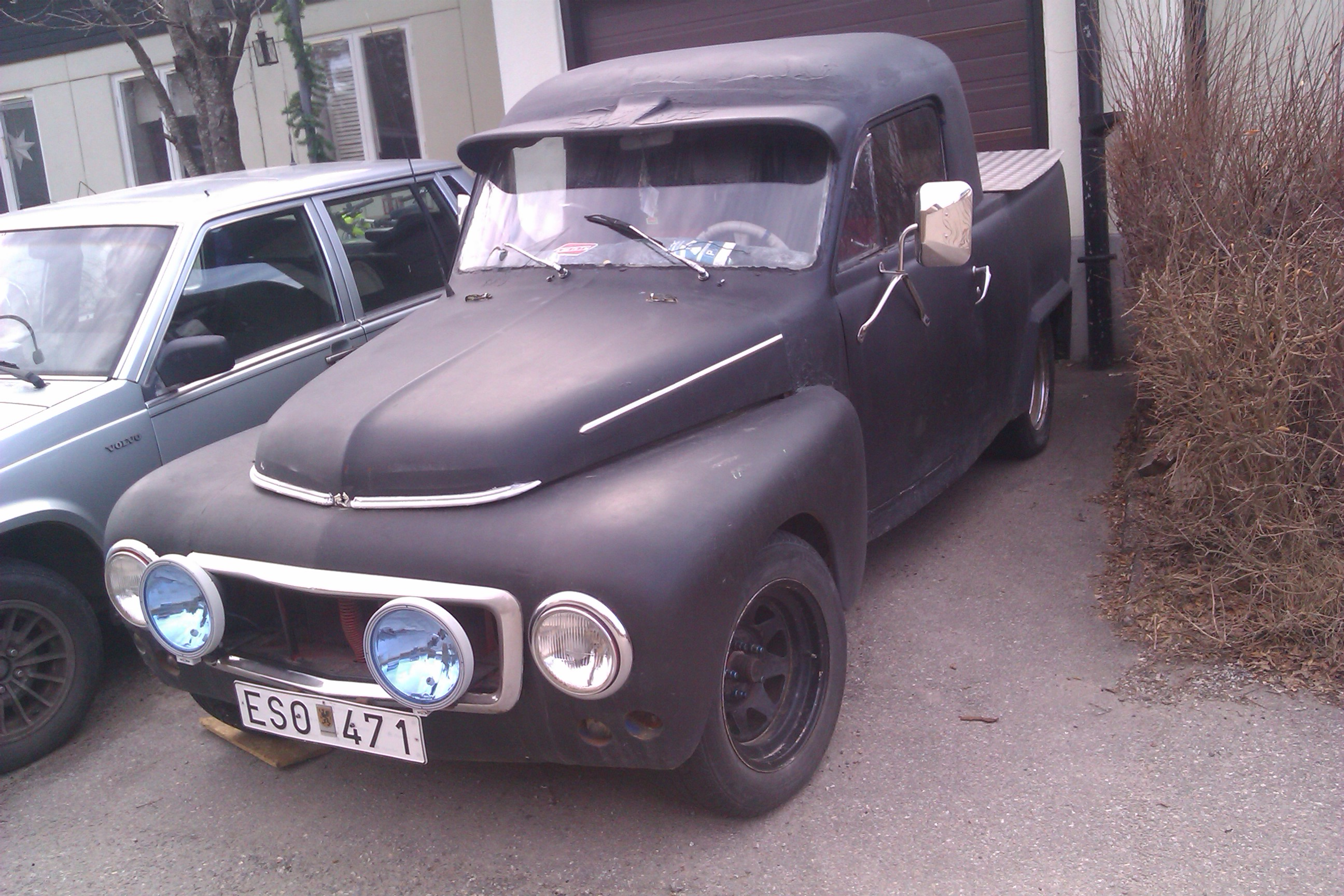
Volvo Duett convertido para EPA traktor

Um EPA traktor, é um veiculo convertido para trabalhos agrícolas. Esse tipo de veiculo surgiu na Suécia durante a segunda guerra mundial, como forma de suprir a falta de tratores que atingia a Escandinávia.

## História
Durante o inicio do século XX tornou-se comum a conversão de carros em tratores na região da Escandinávia. Essa pratica se intensificou na década de 1930 e de 1940. Nesse período a região passava por dificuldades de produzir automóveis, já que as industrias automotivas tinham seus esforços voltados para atividades militares — como, por exemplo, a segunda guerra mundial.
Em 1939, o governo sueco determinou um estudo sobre as situação desse veículos, pois estimava-se que cerca de 5000 veículos foram convertidos e  circulavam pelas cidades. Em 31 de maio de 1940, entrou em vigor o decreto 1940: 440 — que regularizava os EPA traktors.
Na década de 1950, os preços dos tratores convencionais haviam começado a cair e então os tratores EPA entrarem em desuso. Na mesma época os jovens descobriram que não precisavam de habilitação para conduzir esse veículos, e poderiam dirigi-lo a partir dos 15 anos de idades. Durante os anos 60 e 70, o número de tratores "EPA" voltou a crescer rapidamente e o causou preocupação para governo, então o departamento de transito da suécia resolveu aplicar lei mais rígidas para impedir que mais jovens dirigissem sem habilitação pelas ruas do país.

## Regulamento
- O veiculo deveria ter chassi separado da carroceria e não uma estrutura monobloco;

- A distância de entre-eixos não deveria exceder 225 centímetros;

- A velocidade das rodas do veiculo não deveria exceder 1/10 (um décimo) da velocidade do motor;

- Sua velocidade máxima não deveria passar de 20 km/h (12,4 mph) (Posteriormente aumentado para 30 km/h (18,6 mph) em 1963);

- Não ter o eixo traseiro suspenso;

- Deveria levar apenas duas pessoas;

- Deveria ter Santantônio;

- Deveria possuir acoplamento para reboque;

- O veículo deveria registrado como equipamento rural.[2]